# Гленмонт (Охајо)
Гленмонт (енгл. Glenmont) град је у америчкој савезној држави Охајо.

## Демографија
По попису из 2010. године број становника је 272, што је 11 (-3,9%) становника мање него 2000. године.
| Група             | 2000.       | 2010.       |
| Белци             | 280 (98,9%) | 267 (98,2%) |
| Афроамериканци    | 0 (0,0%)    | 0 (0,0%)    |
| Азијати           | 1 (0,4%)    | 2 (0,7%)    |
| Хиспаноамериканци | 1 (0,4%)    | 1 (0,4%)    |
| Укупно            | 283         | 272         |